# Torre de ses Portes
La Torre de Ses Portes és una de les torres de defensa costaneres per protegir les illes d'Eivissa i Formentera construïdes durant el segle xviii.
Es tracta d'un edifici defensiu de dues plantes construït al segle xvi amb forma cònica, assentat sobre el terreny irregular. Va ser realitzada amb maçoneria de pedra calcària, amb carreus i units amb morter de calç. El seu exterior és llis i sense ornaments, només destaquen les quatre troneres per a ventilació. Eren utilitzades com a torres sentinelles per defensar-se dels atacs dels pirates. Els encarregats de la seva custòdia hagin la veu d'alarma i mitjançant campanes la gent es tancava a les esglésies properes.
Des del seu mirador hi ha unes magnífiques vistes sobre el pas d'es Freus, petit estret que separa les illes d'Eivissa i Formentera.
Està situada al Municipi de Sant Josep de Sa Talaia dins el parc natural de ses Salines, entre les platges es Cavallet i ses Salines. Està situada a la vora de la costa sobre una cota d'11 metres sobre el nivell del mar. En el seu entorn està ple de pins, savines, estepes i garriga.
Per accedir fins a la torre es pot anar fins a la platja es Cavallet però abans d'arribar a prop de la sínia de salinera, hi ha un camí de sorra que part entre la platja i els estanys de la salines. Una escala de cargol condueix des de la planta baixa a la plataforma, els seus esglaons són d'una sola peça.